# Хацуюки (эсминец, 1928)
«Хацуюки» (яп. 初雪 Первый снег) — японский эсминец типа «Фубуки».
Заложен на верфи Морской арсенал, Майдзуру 12 апреля 1927 года. Спущен на воду 29 сентября 1928 года.
Вошел в строй 30 марта 1929 года.
Потоплен 17 июля 1943 года американской авиацией у острова Шортленд 06°50′ ю. ш. 155°47′ в. д.. Исключён из списков 15 октября 1943 года.